# دييغو فيرونيلي
دييغو فيرونيلي (بالإسبانية: Diego Veronelli)‏ مواليد 5 ديسمبر 1979 في بوينس آيرس، هو لاعب كرة مضرب أرجنتيني سابق بدأ مسيرته كمحترف سنة 1996 وكان يلعب باليد اليمنى. أعلى تصنيف له في الفردي كان المركز الـ 165 في سنة 2004. أعلى تصنيف له في الزوجي كان المركز الـ 171 في سنة 2004.

## النهائيات

### الزوجي: 1 (0–1)
| الحصيلة | الرقم | السنة | الدورة                            | الأرضية | الشريك         | المنافس في النهائي           | النتيجة في النهائي |
| ------- | ----- | ----- | --------------------------------- | ------- | -------------- | ---------------------------- | ------------------ |
| الوصافة | 1.    | 2004  | بطولة بوينس آيرس للتنس، الأرجنتين | ترابية  | فيديريكو براون | لوكاس أرنولد كير ماريانو هود | 5–7, 7–6(7–2), 4–6 |

## روابط خارجية
- دييغو فيرونيلي على موقع رابطة محترفي التنس (الإنجليزية)
- دييغو فيرونيلي على موقع الاتحاد الدولي لكرة المضرب (الإنجليزية)
- دييغو فيرونيلي على موقع خلاصة التنس.كوم (الإنجليزية)